# Gran Premio de Finlandia de Motociclismo de 1973
El Gran Premio de Finlandia de Motociclismo de 1973 fue la decimoprimera prueba de la temporada de 1973 del Campeonato Mundial de Motociclismo. El Gran Premio se disputó el 29 de julio de 1973 en el Circuito de Imatra.

## Resultados 500cc
En la categoría reina, el italiano Giacomo Agostini le ganó la partida al flamante campeón del mundo, el británico Phil Read, que acabó segundo. El joven prometedor Bruno Kneubühler acabó tercero. Agostini podría haber luchado por el subcampeonato en el último Gran Premio de la temporada con Kim Newcombe pero prefirió ni siquiera participar.
| Pos.    | Piloto               | Equipo        | Tiempo    | Pts. |
| ------- | -------------------- | ------------- | --------- | ---- |
| 1       | Giacomo Agostini     | MV Agusta     | 49' 05" 3 | 15   |
| 2       | Phil Read            | MV Agusta     | +0" 2     | 12   |
| 3       | Bruno Kneubühler     | Yamaha        | +1' 14"   | 10   |
| 4       | Kim Newcombe         | König         | +1' 40" 8 | 8    |
| 5       | Paul Eickelberg      | König         | +1' 42" 6 | 6    |
| 6       | Ernst Hiller         | König         | +1' 46" 7 | 5    |
| 7       | Werner Giger         | Yamaha        | +2' 03" 4 | 4    |
| 8       | Eric Offenstadt      | Kawasaki      | +2' 18" 7 | 3    |
| 9       | Christian Bourgeois  | Yamaha        | +2' 23" 5 | 2    |
| 10      | Billie Nelson        | Yamaha        | +2' 28" 4 | 1    |
| 11      | Chas Mortimer        | Yamaha        | +1 Vuelta |      |
| 12      | Seppo Kangasniemi    | Yamaha        | +1 Vuelta |      |
| 13      | Bosse Granath        | Husqvarna     | +1 Vuelta |      |
| 14      | Charlie Dobson       | Kawasaki      | +1 Vuelta |      |
| 15      | Tapio Virtanen       | Yamaha        | +1 Vuelta |      |
| Ret     | Heinz Schmid         | Yamaha        | Ret       |      |
| Ret     | Tapani Peltonen      | Yamaha        | Ret       |      |
| Ret     | Guido Mandracci      | Suzuki        | Ret       |      |
| Ret     | Sven-Olof Gunnarsson | Kawasaki      | Ret       |      |
| Ret     | Alex George          | Yamaha        | Ret       |      |
| Ret     | Jack Findlay         | Suzuki        | Ret       |      |
| Ret     | Reinhard Hiller      | König         | Ret       |      |
| Ret     | Franz Kroon          | Yamaha        | Ret       |      |
| Ret     | Barry Sheene         | Seeley-Suzuki | Ret       |      |
| Ret     | Steve Ellis          | Yamaha        | Ret       |      |
| Ret     | Kjell Solberg        | Yamaha        | Ret       |      |
| Ret     | Ted Janssen          | König         | Ret       |      |
| Ret     | Gyula Marsovszky     | Yamaha        | Ret       |      |
| Ret     | Kaarlo Koivuniemi    | Kawasaki      | Ret       |      |
| Fuente: |                      |               |           |      |

## Resultados 350cc
En 350 cc, el italiano Giacomo Agostini suma su decimotercer título Mundial, el sexto en esta categoría. El italiano debía de ganar y esperar que el finlandés Teuvo Länsivuori no puntuara. Por suerte para Ago, el finés tuvo que retirarse por problemas mecánicos por lo que sirvió en bandeja el título para el campeón italiano, que sí que cumplió con su objetivo de ganar este Gran Premio.
| Pos. | Piloto               | Equipo    | Tiempo    | Pts. |
| ---- | -------------------- | --------- | --------- | ---- |
| 1    | Giacomo Agostini     | MV Agusta | 48' 45" 1 | 15   |
| 2    | Phil Read            | MV Agusta | +27" 3    | 12   |
| 3    | John Dodds           | Yamaha    | +40" 9    | 10   |
| 4    | Pentti Korhonen      | Yamaha    | +1' 36" 1 | 8    |
| 5    | Olivier Chevallier   | Yamaha    | +1' 36" 6 | 6    |
| 6    | Kent Andersson       | Yamaha    | +1' 38"   | 5    |
| 7    | Marcel Ankoné        | Yamsel    |           | 4    |
| 8    | Billie Nelson        | Yamaha    |           | 3    |
| 9    | Hannu Kuparinen      | Yamaha    |           | 2    |
| 10   | Pekka Nurmi          | Yamaha    | +1 Vuelta | 1    |
| 11   | Bosse Granath        | Yamaha    | +1 Vuelta |      |
| 12   | Karl Auer            | Yamaha    | +1 Vuelta |      |
| 13   | Víctor Palomo        | Yamaha    | +1 Vuelta |      |
| 14   | Kai Kuparinen        | Yamaha    | +1 Vuelta |      |
| 15   | Ingemar Larsson      | Yamaha    | +1 Vuelta |      |
| 16   | Sven-Olof Gunnarsson | Yamaha    | +1 Vuelta |      |
| Ret  | Steve Ellis          | Yamaha    | Ret       |      |
| Ret  | Rémy Hirschy         | Yamaha    | Ret       |      |
| Ret  | Matti Kinnunen       | Yamaha    | Ret       |      |
| Ret  | Kari Lahtinen        | Yamaha    | Ret       |      |
| Ret  | Teuvo Länsivuori     | Yamaha    | Ret       |      |
| Ret  | Patrick Pons         | Yamaha    | Ret       |      |
| Ret  | Eduardo Celso-Santos | Yamaha    | Ret       |      |
| Ret  | Johnny Bengtsson     | Yamaha    | Ret       |      |
| Ret  | Hans Mühlebach       | MZ        | Ret       |      |
| Ret  | Silvio Grassetti     | MZ        | Ret       |      |
| Ret  | Dieter Braun         | Yamaha    | Ret       |      |
| Ret  | Werner Pfirter       | Yamaha    | Ret       |      |

## Resultados 250cc
En el cuarto de litro, Teuvo Länsivuori fue el más rápido, pero Dieter Braun claramente se lo tomó con calma, sabiendo que un segundo lugar sería suficiente para el título mundial. John Dodds acabó tercero. También en Finlandia Oronzo Memola comenzó de nuevo con una moto de 350 cc en 250 cc. al descubrir este hecho, se le detuvo después de cuatro vueltas. Varios conductores presentaron otra protesta pero Memola volvió a negarse a que se examinara su máquina.
| Pos. | Piloto               | Equipo | Tiempo    | Pts. |
| ---- | -------------------- | ------ | --------- | ---- |
| 1    | Teuvo Länsivuori     | Yamaha | 48' 17" 5 | 15   |
| 2    | Dieter Braun         | Yamaha | +9" 6     | 12   |
| 3    | John Dodds           | Yamaha | +31" 1    | 10   |
| 4    | Christian Bourgeois  | Yamaha | +1' 06" 1 | 8    |
| 5    | Werner Pfirter       | Yamaha | +1' 07" 7 | 6    |
| 6    | Bruno Kneubühler     | Yamaha | +1' 10" 8 | 5    |
| 7    | Patrick Pons         | Yamaha | +1' 32" 9 | 4    |
| 8    | Matti Salonen        | Yamaha | +1' 38" 2 | 3    |
| 9    | Leif Gustafsson      | Yamaha | +1' 52" 3 | 2    |
| 10   | Hans Hallberg        | Yamaha | +1' 53" 3 | 1    |
| 11   | Rolf Minhoff         | Yamaha |           |      |
| 12   | Eero Hyvärinen       | Yamaha |           |      |
| 13   | Ryszard Mankiewicz   | Yamaha |           |      |
| 14   | Roland Olsson        | Yamaha |           |      |
| 15   | Ingemar Larsson      | Yamaha |           |      |
| 16   | Olivier Chevallier   | Yamaha |           |      |
| 17   | Pentti Salonen       | Yamaha |           |      |
| Ret  | Eduardo Celso-Santos | Yamaha | Ret       |      |
| Ret  | Börje Jansson        | Yamaha | Ret       |      |
| Ret  | Oronzo Memola        | Yamaha | Ret       |      |
| Ret  | Mick Grant           | Yamaha | Ret       |      |
| Ret  | Rémy Hirschy         | Yamaha | Ret       |      |
| Ret  | Silvio Grassetti     | MZ     | Ret       |      |
| Ret  | Werner Giger         | Yamaha | Ret       |      |
| Ret  | Chas Mortimer        | Yamaha | Ret       |      |
| Ret  | Pentti Korhonen      | Yamaha | Ret       |      |
| Ret  | Karl Auer            | Yamaha | Ret       |      |
| Ret  | Etienne Delamarre    | Yamaha | Ret       |      |

## Resultados 125cc
Kent Andersson luchó no solo con el tobillo lesionado sino también con un motor tocado, que suministró menos energía que en el GP de Países Bajos. En Finlandia, fue superado en la tercera vuelta por Otello Buscherini, que ganó la carrera.
| Pos. | Piloto             | Moto        | Tiempo    | Pts. |
| ---- | ------------------ | ----------- | --------- | ---- |
| 1    | Otello Buscherini  | Malanca     | 46' 18" 6 | 15   |
| 2    | Kent Andersson     | Yamaha      | +27" 7    | 12   |
| 3    | Börje Jansson      | Maico       | +53"      | 10   |
| 4    | Jos Schurgers      | Bridgestone | +1' 09" 3 | 8    |
| 5    | Chas Mortimer      | Yamaha      | +1' 09" 7 | 6    |
| 6    | Matti Salonen      | Yamaha      | +2' 12" 1 | 5    |
| 7    | Gert Bender        | Maico       | +2' 32" 1 | 4    |
| 8    | Pentti Salonen     | Yamaha      | +1 giro   | 3    |
| 9    | Ryszard Mankiewicz | MZ          | +1 giro   | 2    |
| 10   | Leif Rosell        | Maico       | +1 giro   | 1    |
| 11   | Seppo Kangasniemi  | Maico       |           |      |
| 12   | Matti Kinnunen     | Yamaha      |           |      |
| 13   | Mikko Hamunen      | Yamaha      |           |      |
| 14   | Jaakko Koskinen    | Yamaha      |           |      |
| 15   | Jukka Monto        | Yamaha      |           |      |
| 16   | Bob Coulter        | Yamaha      |           |      |
| 17   | Keith Walley       | Maico       |           |      |
| 18   | Rolf Minhoff       | Maico       |           |      |
| Ret  | Eugenio Lazzarini  | Piovaticci  | Ret       |      |
| Ret  | Hans-Jürgen Hummel | Yamaha      | Ret       |      |
| Ret  | Timo Vainio        | Yamaha      | Ret       |      |
| Ret  | Staffan Liebst     | Yamaha      | Ret       |      |
| Ret  | Etienne Delamarre  | Yamaha      | Ret       |      |
| Ret  | Thierry Tchernine  | Yamaha      | Ret       |      |
| Ret  | Roland Olsson      | Yamaha      | Ret       |      |
| Ret  | Horst Seel         | Maico       | Ret       |      |
| Ret  | Oronzo Memola      | RTM         | Ret       |      |